# Fountain Green
Fountain Green és una població dels Estats Units a l'estat de Utah. Segons el cens del 2000 tenia 945 habitants.

## Demografia
Segons el cens del 2000, Fountain Green tenia 945 habitants, 273 habitatges, i 227 famílies. La densitat de població era de 258,8 habitants per km².
Dels 273 habitatges en un 50,2% hi vivien nens de menys de 18 anys, en un 75,5% hi vivien parelles casades, en un 5,5% dones solteres, i en un 16,8% no eren unitats familiars. En el 15,8% dels habitatges hi vivien persones soles el 8,4% de les quals corresponia a persones de 65 anys o més que vivien soles. El nombre mitjà de persones vivint en cada habitatge era de 3,46 i el nombre mitjà de persones que vivien en cada família era de 3,9.
Per edats la població es repartia de la següent manera: un 39,4% tenia menys de 18 anys, un 9,3% entre 18 i 24, un 23,6% entre 25 i 44, un 16,8% de 45 a 60 i un 10,9% 65 anys o més.
L'edat mediana era de 26 anys. Per cada 100 dones de 18 o més anys hi havia 95,6 homes.
La renda mediana per habitatge era de 36.078 $ i la renda mediana per família de 38.864 $. Els homes tenien una renda mediana de 32.135 $ mentre que les dones 17.083 $. La renda per capita de la població era de 12.283 $. Entorn del 7,2% de les famílies i el 9,9% de la població estaven per davall del llindar de pobresa.

## Poblacions més properes
El següent diagrama mostra les poblacions més properes.